# Linux Professional Institute
El Linux Professional Institute (LPI) (en català Institut Professional de Linux) és una organització sense ànim de lucre fundada el 1999 per Chuck Mead, Dan York i altres que atorga certificacions professionals de Linux a administradors de sistemes i programadors per tal de millorar les habilitats dels professionals de Linux i del codi obert proporcionant serveis i establint estàndards que sigui rellevants, d'alta qualitat i fàcilment accessibles. Les seves oficines centrals es troben a prop de Toronto, Ontario Canadà.
Els exàmens cobreixen una gamma de Linux diferent basada temes. L'examen està disponible a gairebé tots els països al món, i són disponibles en set llengües diferents. Els LPIC Certificacions de l'Institut Professional de Linux proporcionen una qualificació que es pot utilitzar per indicar que algú sigui competent en un cert nivell.
L'organització anima a participar en la comunitat activa creant i actualitzant exàmens, que son de distribució de linux neutra exigint un coneixement general de Linux més que especific sobre una certa distribució. Això es mostra de la manera que els exàmens tractin sobre formats de gestió de paquets que difereixen Deb i RPM (formats de fitxers). En versions anteriors de la prova un d'aquests era escollit pel candidat, en la versió actual s'espera que el candidat sàpiga els dos formats.